# 劉在明 (崇禎進士)
劉在明（？年—1634年），字以升，號竟澄，浙江湖州府德清县人。明朝末年政治人物。

## 生平
崇祯三年（1630年）庚午科顺天府乡试舉人，四年（1631年）联捷辛未科进士。兵部观政，五年授南京工部主事，管清江造船，七年卒。